# Схаген
Схаген (англ. Schagen) — місто та муніципалітет на північному заході Нідерландів. Розташований між Алкмаром і Ден-Хелдером, у регіоні Західна Фрісландія та провінції Північна Голландія. Міські права воно отримало в 1415 році. У 2013 році Схаген об'єдналася з Зійпе і Гаренкарспел. Разом вони утворили новий муніципалітет, який також називається Схаген. Ратуша розташована в головному місті Схаген.
До злиття у 2013 році муніципалітет складався лише з міста Схаген. У 2013 році муніципалітет був розширений за рахунок сусідніх муніципалітетів. У 2021 його населення становило 46,532, а площа — 187,28 км2.

## Населені пункти
Крім безпосередньо міста Схагена, до складу муніципалітету входять такі населені пункти:
Села
- Аудеслейс
- Бюргербрюг
- Валкког
- Варланд
- Варменгейзен
- Гроте-Кетен
- Грунвелд
- Дірксгорн
- Енігенбург
- Каллантсог
- Краббендам
- Петтен
- Сінт-Мартен
- Сінт-Мартенсбрюг
- Сінт-Мартенсвлотбрюг
- Струт
- Схагербрюг
- Тейт'єнгорн
- 'т-Занд

Селища
- Бюргервлотбрюг
- Де-Столпен
- Калвердейк
- Схорлдам (частково)
- 'т-Рейп'є

## Транспорт

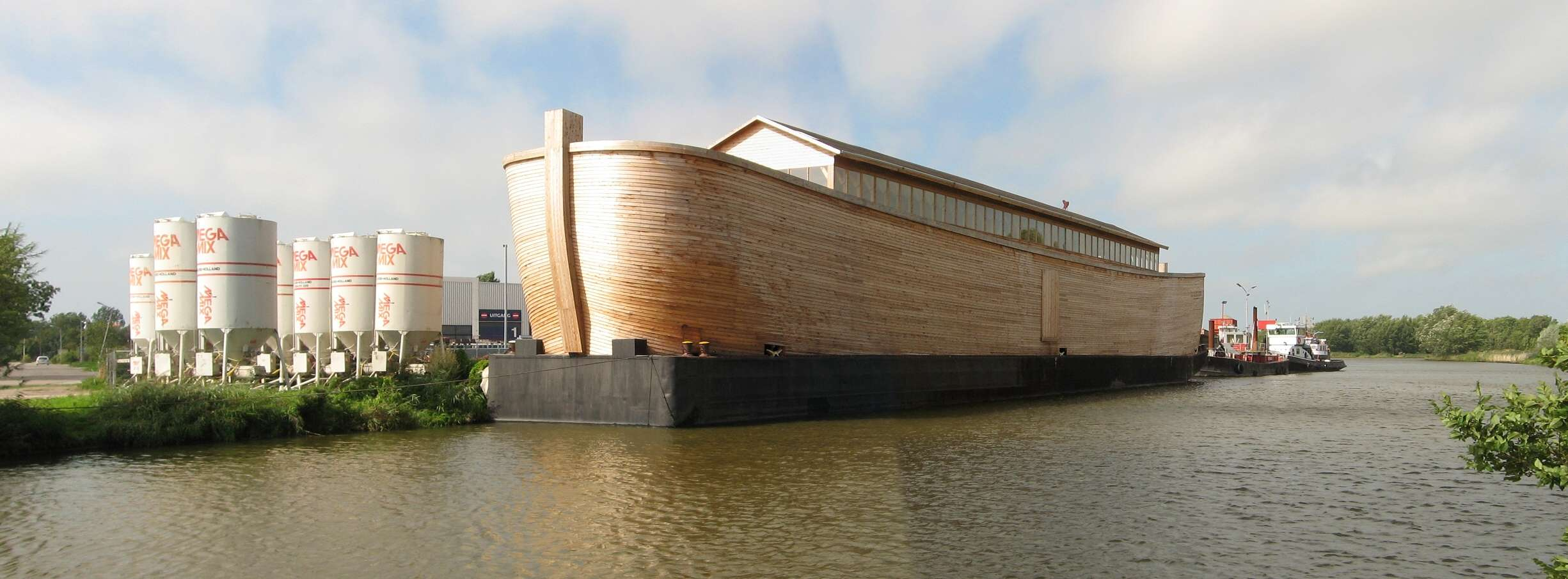
Ковчег ван Йохана інтерпретація Ноєвого ковчега в місті Шаген.

На залізничній станції Схаген зупиняються потяги Intercity, що забезпечує хороше сполучення з Ден-Хелдером на півночі, а також Алкмаром і Амстердамом на півдні. Усі потяги, що прямують на південь, проходять через Центральний вокзал Амстердама, а потім продовжують через Центральний Утрехт або до Ейндховена та Маастрихта, або до Арнема та Неймегена. Час у дорозі до Амстердама становить 51 хвилину (Sloterdijk) або 57 хвилин (Centraal).
Залізничний вокзал є вузлом Схагена для місцевих і регіональних автобусних перевезень.

## Галерея

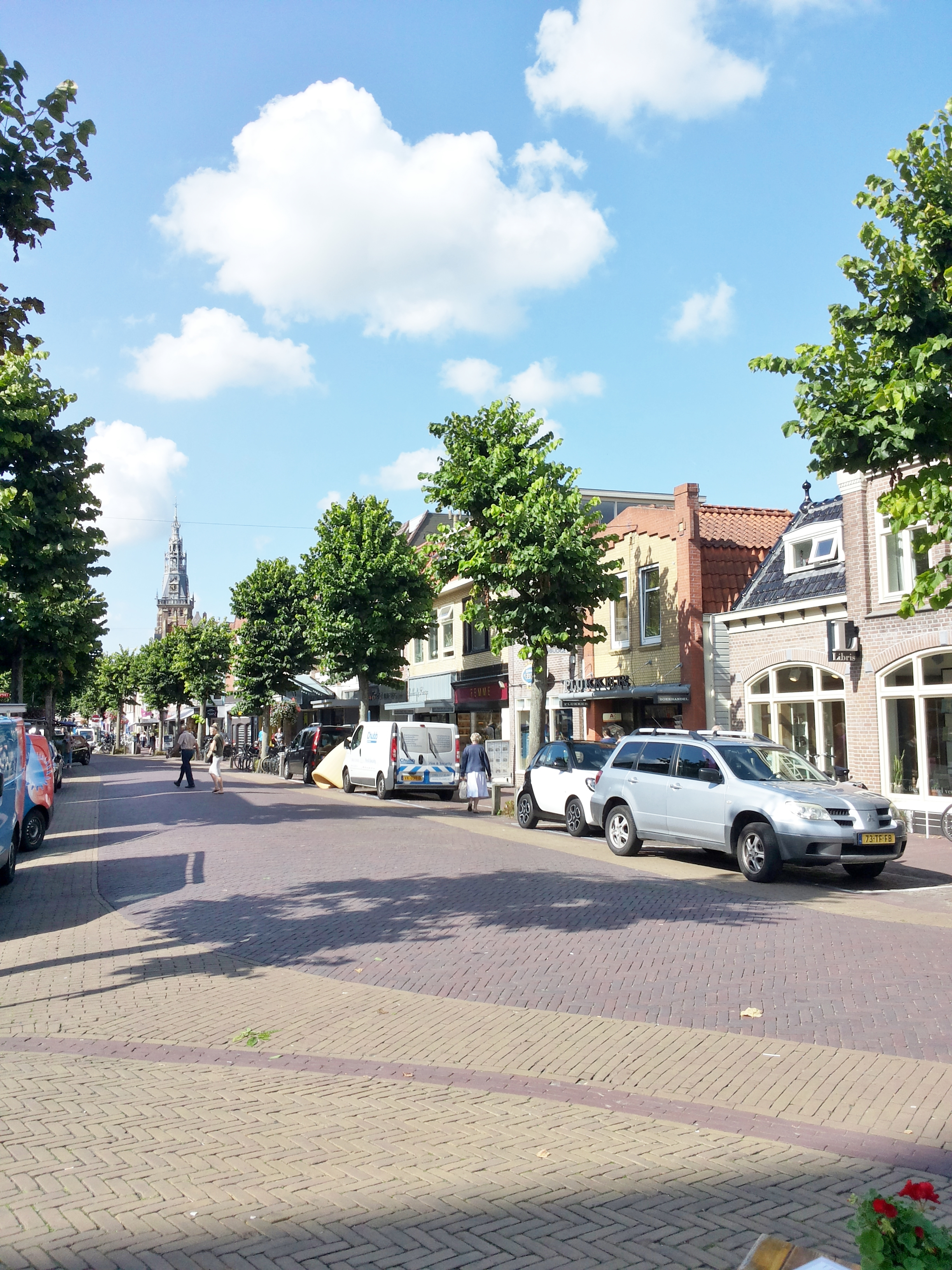
Схаген, Північна Голландія
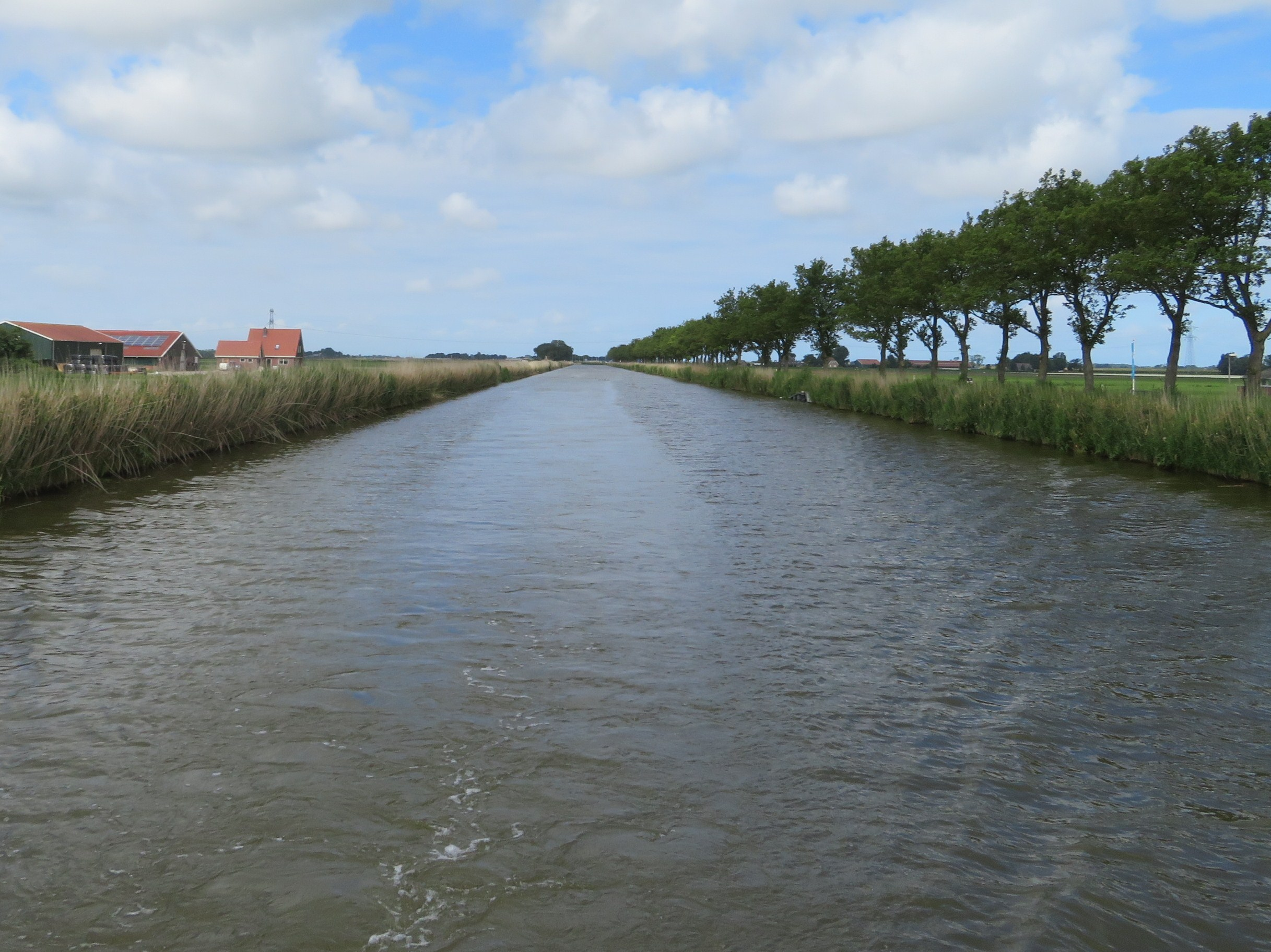
Канал Схагерког
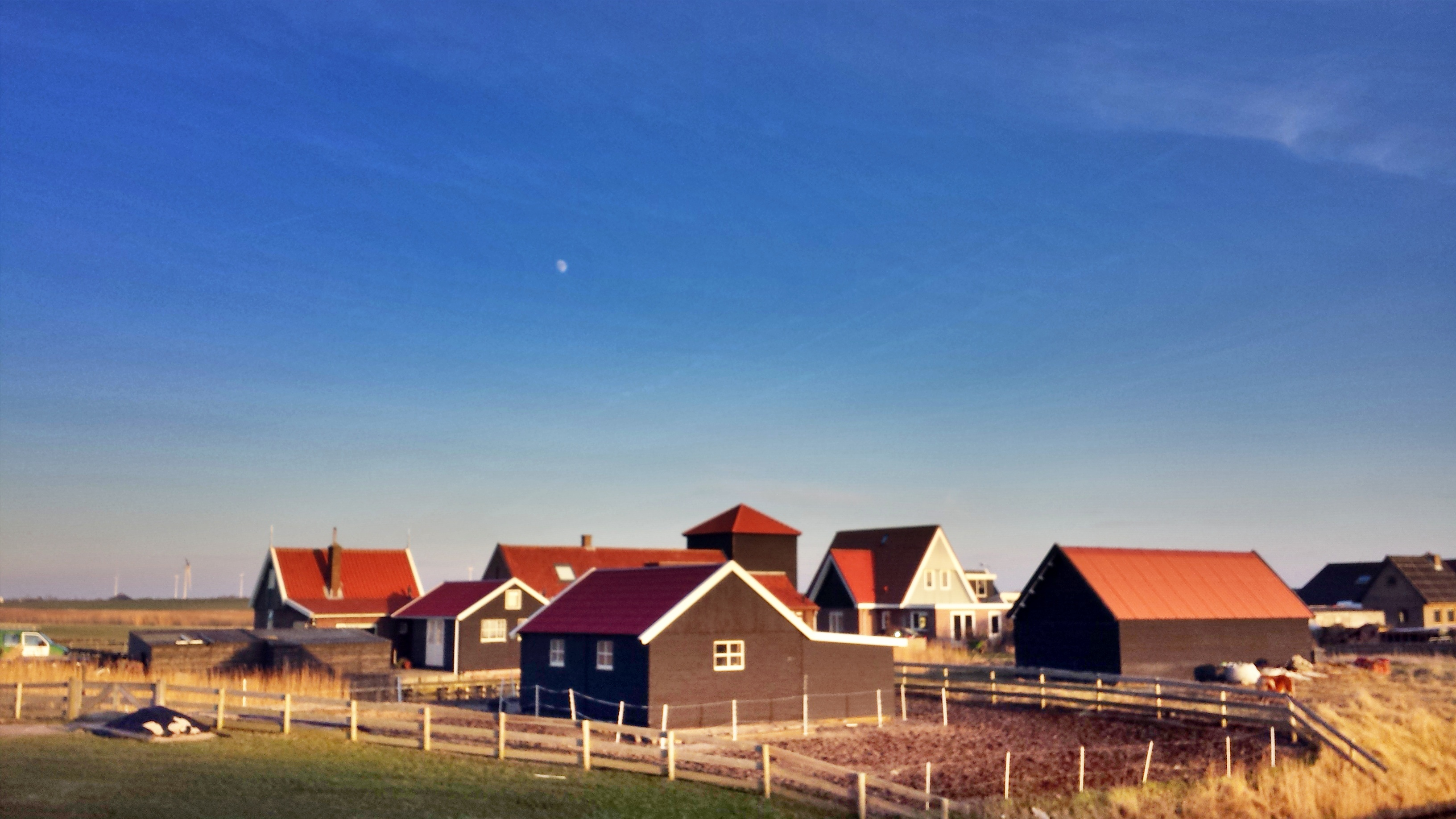
Будівля Лейгук
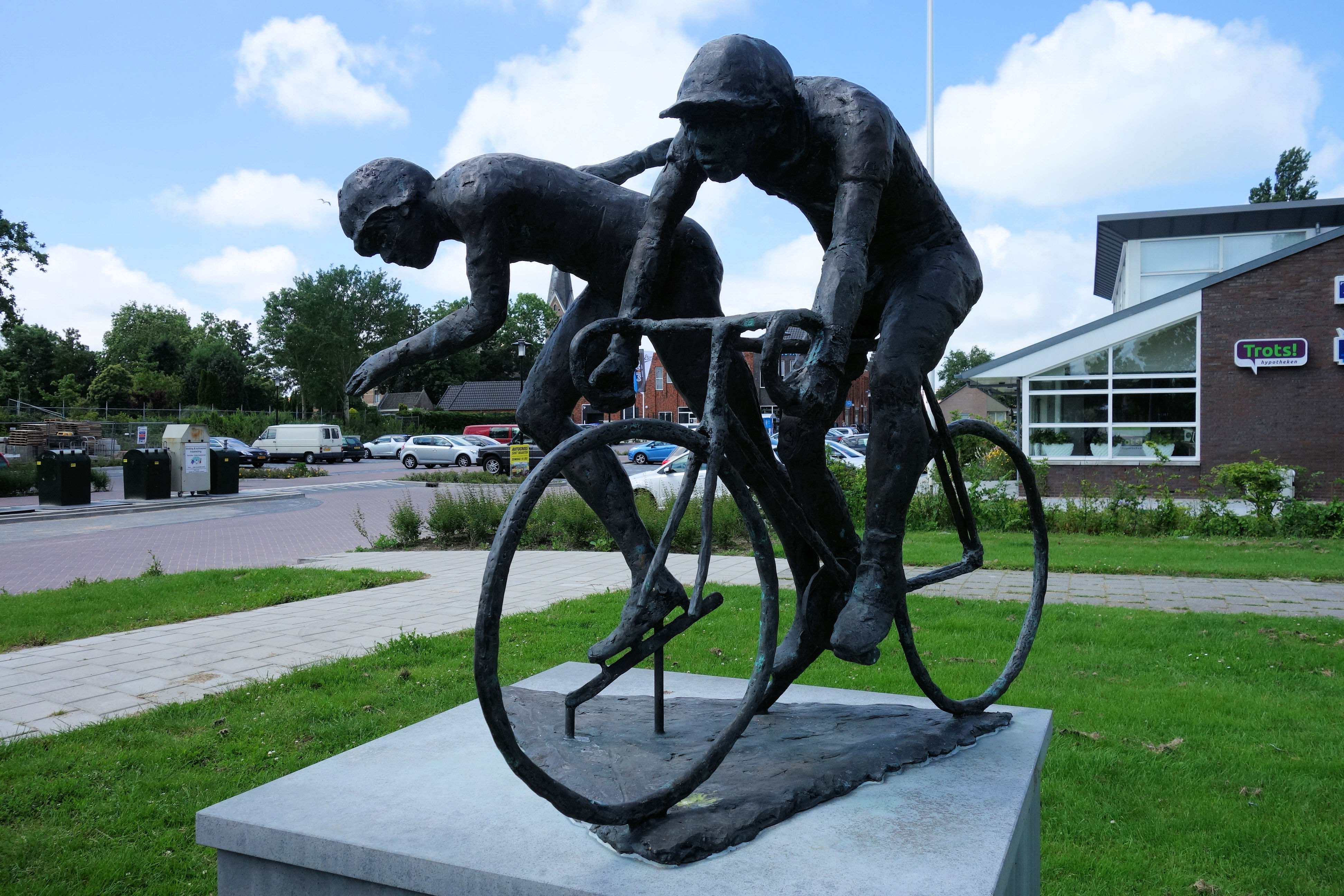
Спортсмени, Варменгейзен